# 位元
位元（英語：bit，亦称二進制位）指二进制中的一位，是資訊的最小单位。bit是binary digit（二进制数位）的混成詞，由数学家John Wilder Tukey提出（提出时间可能是1946年，但有资料称1943年就提出了）。这个术语第一次被正式使用，是在香农著名的论文《通信的数学理论》（A Mathematical Theory of Communication）第1页中。
假设一事件以A或B的方式发生，且A、B发生的概率相等，都为0.5，则一个二进位可用来代表A或B之一。例如：
- 二进位可以用来表示一个简单的正负
- 有两种状态的开关（如电灯开关）
- 電晶體的通断
- 某根导线上电压的有无
- 一个抽像的逻辑上的是否

除二进位外，在電腦上常用的还有八进制、十进制和十六进制等进制的八进位、十进位和十六进位等。1位元組由8比特组成。在中文語境中各地稱謂有所不同。
按照热力学与信息论的关系，信息量和热力学熵可以换算。
一比特相当于：
{\displaystyle {k\ln 2}{\mbox{ J/K}}}
这个换算关系有很深刻的物理含义：向一个存储器存入一比特的信息会使其热力学熵降低
{\displaystyle {k\ln 2}{\mbox{ JK}}^{-1}}
根据热力学第二定律，环境的熵至少要增加这么多，即在TK下操作一比特，至少向环境排放
{\displaystyle {kT\ln 2}{\mbox{ J}}}
的废热。这是信息操作带来的熵变的理论下限，实际当今最先进的电子计算机操作一个比特带来的熵变是该下限的数十亿倍。